# Bredasdorp
Bredasdorp es una ciudad al sur de la región del Overberg en el Cabo Occidental, Sudáfrica, y el principal núcleo económico y de servicio de la región. Ubicada en el extremo de la llanura de Agulhas, aproximadamente a 160 kilómetros (100 mi) al sureste de la Ciudad del Cabo y a 35 kilómetros (22 mi) al norte del cabo de las Agujas, el punto más meridional de África.
Entre los principales atractivos turísticos de Bredasdorp se encuentra la reserva natural del Heuningberg, un considerable número de iglesias históricas y varias galerías de arte y tiendas de oficio. En Bredasdorp se encuentra también el Museo de Naufragios, en el que se cuenta la historia de unos 150 barcos que encallaron a lo largo del cercano arrecife de Agujas. Es el único museo de su clase en el hemisferio del sur.

## Historia
La ciudad de Bredasdorp fue fundada con la edificación de la primera Iglesia reformada holandesa en 1838 en la granja de Langefontein. La ciudad toma su nombre de Michiel van Breda, el primer Alcalde de Ciudad del Cabo, también conocido como el padre de la industria de oveja merina en Sudáfrica. Van Breda y Pieter Voltelyn van der Byl no se ponían de acuerdo en una ubicación para la iglesia; como resultado dos iglesias fueron construidas, y dos ciudades, Bredasdorp y Napier, fueron establecidas.

## Demografía
En el censo de 2001, la población de Bredasdorp contaba con 12.749 personas que viven en 3.558 hogares. El 68% de las personas se describieron como "mestizos", el 26% como "blanca" y el 6% como "Negro de África". El 92% habla afrikáans como lengua materna y el 5% habla xhosa.

## Economía
Además de la cría de ovejas, la ciudad también cuenta con otras actividades agrícolas, como trigo, canola, la leche y el cultivo de fynbos indígenas. La ciudad es también la ubicación de las oficinas de Kapula velas, una compañía de vela internacional que exporta velas pintadas a mano a Europa y los Estados Unidos. La población de la ciudad recibió un impulso durante la década de 1980 con el establecimiento de un centro de pruebas de vuelo y Desarrollo (Fuerza Aérea de Sudáfrica), así como la gama de prueba Overberg (Denel) cerca de la pequeña localidad costera de Arniston. El desarrollo en la ciudad es muy rápido, con la apertura de franquicias comerciales sudafricanas durante el año 2009 y 2010.